# Smolenská letecká základna
Vojenské letiště Smolensk-Severnyj (rusky военный аэродром "Смоленск-Северный") je letecká základna ve Smolenské oblasti v Rusku vzdálená čtyři kilometry severně od Smolenska. Ranvej je betonová, dlouhá dva a půl kilometru s orientací 8/26.

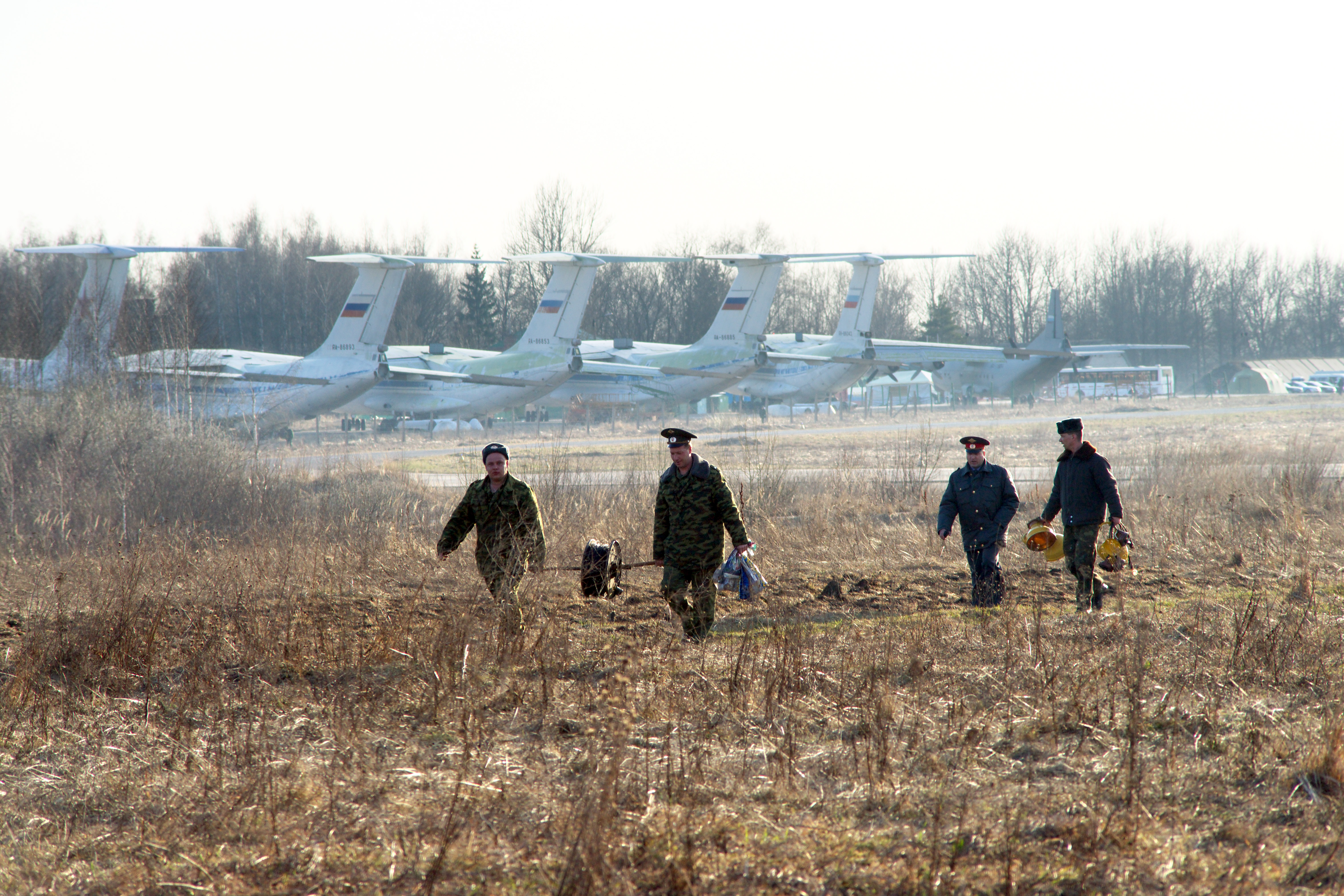
Letiště Smolensk-Severnyj s vyřazenými vojenskými transportními letadly v pozadí a s ruskými vojáky a policisty vyšetřujícími nehodu polského vládního speciálu v dubnu 2010 v popředí

U jihovýchodního konce letiště leží letecká továrna.
Letiště vzniklo ve dvacátých letech dvacátého století. Během studené války zde byly umístěny MiGy 23 401. stíhacího leteckého pluku, v roce 1994 zde byly provozovány i stroje Suchoj Su-27 a později v roce 2003 i MiGy 29 871. stíhacího leteckého pluku. V říjnu 2009 byl rozpuštěn zdejší 103. Krasnoselský gardový dopravní letecký pluk, který zde provozoval letadla Iljušin Il-76. Letiště rovněž slouží jako zkušební pro Smolenský letecký závod, občas je vyžíván pro komerční lety, zejména nákladní. Několikrát ročně ho využívají také letouny s různými politiky a delegacemi.
10. dubna 2010 nedaleko letiště došlo k havárii letadla polské delegace, která letěla uctít památku obětí Katyňského masakru. Všichni cestující letadla, ve kterém letěli mimo jiné i prezident Lech Kaczyński s manželkou, zahynuli.